# Équipe cycliste Mes Kerman
L'équipe cycliste Mes Kerman (officiellement Mes Kerman Team) est une équipe cycliste iranienne. Créée en 2007, elle a le statut d'équipe continentale. Après s'être arrêtée une première fois en 2012, elle est relancée en 2018. En 2019, elle n'est plus enregistrée comme équipe UCI. En 2020, elle redevient une équipe continentale UCI.

## Classements UCI
L'équipe participe aux épreuves des circuits continentaux et en particulier de l'UCI Asia Tour. Le tableau ci-dessous présente les classements de l'équipe sur les différents circuits, ainsi que son meilleur coureur au classement individuel.
UCI Asia Tour
| Saison | Classement par équipes | Meilleur coureur au classement individuel |
| ------ | ---------------------- | ----------------------------------------- |
| 2007   | 14e                    | Hossein Nateghi (18e)                     |
| 2010   | 44e                    | Alireza Asgharzadeh (199e)                |
| 2011   | 23e                    | Hossein Nateghi (48e)                     |
| 2012   | 58e                    | Ali Khademi (190e)                        |
| 2018   | -                      | -                                         |
| 2020   | -                      | -                                         |

## Mes Kerman Team en 2020
| Cycliste                       | Date de naissance | Nationalité | Équipe 2019            |  |
| ------------------------------ | ----------------- | ----------- | ---------------------- |  |
| Hossein Bahraminejad           | 14 décembre 2000  | Iran        |                        |  |
| Mohammad Charkhandaz           | 11 septembre 2001 | Iran        |                        |  |
| Amin Chehrzad                  | 25 octobre 1983   | Iran        | Mes Kerman Team (2018) |  |
| Saeid Chehrzad                 | 23 août 1978      | Iran        | Mes Kerman Team (2018) |  |
| Jalil Eslami                   | 18 septembre 1978 | Iran        | Mes Kerman Team (2012) |  |
| Sina Karimian                  | 2 juillet 2001    | Iran        |                        |  |
| Amirhossein Rahiminia          | 22 août 1996      | Iran        | Mes Kerman Team (2018) |  |
| Alireza Ramezanimozafarabadi   | 28 mai 2001       | Iran        |                        |  |
| Mohammad Hossein Tizhooshpanah | 2 décembre 1997   | Iran        |                        |  |
| Mohammad Zangi Abadi           | 14 juin 1990      | Iran        | Mes Kerman Team (2018) |  |